# Giovanni Giovenale Ancina
Giovanni Giovenale Ancina (Fossano, Piemont, 19 d'octubre de 1545 - Saluzzo, Piemont, 30 d'agost de 1604) fou un metge, compositor i finalment bisbe italià. És venerat com a beat per l'Església Catòlica.

## Biografia
Els seus pares el batejaren amb el nom de Juvenal en honor del patró de Fossano a qui volgueren agrair la vida de l'infant, que havia estat en perill al nàixer. Com sant Juvenal de Narni, Ancina també fou metge, sacerdot i bisbe.
Com que la família gaudia de bona situació econòmica, Giovanni Giovenale i el seu germà petit, Giovanni Matteo, que també seria sacerdot oratorià, van rebre una esmerçada educació. Estudià a les universitats de Montpeller, Pàdua, Mondovi i Torí i es doctorà en medicina i filosofia. Amb vint-i-quatre anys, fou professor de medicina en la Universitat de Torí. Molt devot, veia en la seva professió una forma d'expandir la fe, tant en la seva actitud amb els malalts com en les seves ensenyances: sempre recomanava els malalts que acudissin a un sacerdot, abans de començar el seu tractament, perquè també tinguessin cura de l'ànima i no només del cos.
Era aficionat a la música, componia versos llatins i jugava a escacs. Pertanyia a una confraria religiosa i estudiava teologia pel seu compte. Un dia, mentre sentia una missa de rèquiem en un monestir agustí, les paraules del Dies Irae l'impressionaren i el feren pensar en el judici final. Malgrat que havia portat una vida pietosa, pensà que podria ser millor i resolgué dedicar-se plenament a seguir els designis de Déu: s'aplicà a l'oració i a les lectures espirituals.

### Vida religiosa
El 1574, acompanyà a Roma, com a metge personal, l'ambaixador del Duc de Savoia. A Roma, emprà el temps lliure estudiant Teologia i tingué Roberto Bellarmino de professor. En 1576, visità la recentment fundada Congregació de l'Oratori de Sant Felip Neri i començà a assistir-ne als exercicis diaris. En una de les cartes que escrigué al seu germà, Giovanni Matteo:
| « | Fa uns dies, vaig prendre el costum, les tardes, de freqüentar l'Oratori de San Giovanni dei Fiorentini, on tots els dies s'hi fan belles conferències sobre l'Evangeli, les virtuts i els vicis, història eclesiàstica i vides de sants. Tots els dies són tres o quatre els oradors, i l'audiència inclou bisbes, prelats i altres homes distingits... Els que prediquen són persones molt versades en teologia i de vides edificants i gran espiritualitat. Al seu cap hi ha un cert reverend Felip, ara un home de ja seixanta anys, però magnífic en diversos aspectes, especialment per la seva santedat de vida, la seva admirable prudència, i el seu enginy en idear i promoure exercicis espirituals. | » |

També va escriure que Felip Neri tenia gran reputació per descobrir vocacions religioses i que li consultaria sobre ell mateix i pel seu germà, ja que volien fer-se cartoixans.
Felip Neri dissuadí els germans de fer-ho i, després d'examinar durant un temps Giovenale per comprovar-ne la sinceritat, els recomanà d'entrar en la seva congregació, la de l'Oratori: hi ingressaren l'1 d'octubre de 1578. Quatre anys més tard, Giovenale fou ordenat i el 1586 fou enviat a Nàpols per ajudar en la recent fundació de l'Oratori en aquesta ciutat. Ràpidament, s'hi guanyà fama de bon predicador.
Emprà el seu talent musical per fer créixer la pietat popular; considerava que la música sacra feia més solemne i bella la litúrgia, apropant-la al fidel. Se'n recorden en particular el seu Tempio armonico della Beatissima Vergine, una col·lecció de càntics espirituals per a tres, cinc, vuit i dotze veus.
També implicà moltes famílies nobles en l'obra de l'Oratori: mitjançant l'Oratorio dei Principi, introduí les normes de vida catòliques en algunes famílies influents. La tardor de 1596, fou cridat a Roma, on el papa Climent VIII el nomenà bisbe de Saluzzo, on la presència d'heretges era causa de preocupació. No del tot convençut pel nomenament, no l'acceptà fins l'agost de 1602 i prengué possessió de la diòcesi el 6 de març de 1603.
Començà la reforma de la conducta dels clergues i dels laics. Per combatre l'heretgia, convocà un Sínode, anuncià la fundació d'un seminari i incrementà l'adoració al Santíssim Sagrament. S'interessà per fomentar l'educació cristiana i del catecisme. Ben aviat, el poble el tingué en gran estima i el bisbe de la veïna Ginebra, Francesc de Sales, apreciava la seva tasca. Morí poc després, el 30 d'agost de 1604, potser enverinat. En la seva agonia, repetia contínuament: Dolços Jesús i Maria, doneu pau a la meva ànima.
El seu cos descansa en la Catedral de Saluzzo, sota un altar dedicat a ell. Fou beatificat pel papa Lleó XIII el 9 de febrer de 1890. És l'únic dels membres venerats de l'Oratori que conegué personalment Sant Felip Neri.